# Молдовські походи козаків 1594—1595
Молдовські походи козаків 1594—1595 — один з етапів козацьких війн кінця XVI ст. Становили собою серію походів українського козацтва в Молдавію, що перебували під владою Османської імперії. Були безпосередньо пов'язані з австро-турецькою війною 1592—1606 та кампанією Священної ліги.

## Дипломатичні стосунки Війська Запорізького
Розгортання і координація воєнних дій козаків відбувалися завдяки активним дипломатичним контактам козацтва. У липні 1594 на Базавлуцькій Січі угоду з козаками уклав посол імператора Рудольфа II Габсбурга Еріх Лясота. Згодом козацьке посольство на чолі з Саськом і Ничипором відвідало Прагу. Переговори з козаками вів і представник Папської держави Олександр Комулович. Козацька верхівка підтримувала також стосунки з правителями Молдавського князівства, Мультянії і Трансильванії.

## Сім походів Війська Запорізького
Відбулося 7 походів козаків проти турків.
Наприкінці 1593 — на початку 1594 козацьке військо Григора Лободи здобуло турецьке місто Оргіїв.
У квітні 1594 Григорій Лобода здійснив морський похід на Аккерман.
У червні 1594 року Северин Наливайко зруйнував турецьку фортецю Паркани на лівому березі Дністра.
У серпні 1594 року Северин Наливайко знищив Бендери, але в наступній битві з молдовсько-турецьким військом зазнав поразки.
У жовтні–листопаді 1594 об'єднане козацьке військо Григорія Лободи, Северина Наливайка і Яна Оришовського, що налічувало до 12 тисяч осіб, після кількох перемог зайняло Молдову, включаючи місто Ясси. Унаслідок цього молдовський господар Арон перейшов на бік антитурецької коаліції.
У лютому–травні 1595 військо Григорія Лободи й Северина Наливайка разом з молдовськими, волоськими і трансильванськими частинами воювало проти турків на нижньому Подунав'ї і Придністров'ї, брало участь в облогах фортець Бендери, Ізмаїл, Браїлів, Ісакча та інших.
У червні–вересні 1595 року загін Северина Наливайка воював проти турків в Угорщині.
Серія молдовських походів закінчилася після того, як в події втрутився польський уряд. Польські війська зайняли Молдову, уклали мир з турками і перекрили козакам шлях до театру воєнних дій. Лише окремі козацькі загони продовжували боротьбу в складі військ волоського господаря Михая I Хороброго.

## Історична роль походів
У Молдовських походах козацтво вперше виступило як самостійний суб'єкт міжнародних військово-політичних відносин.